# Горњи Драгичевци
Горњи Драгичевци су насељено место у граду Чазма, Бјеловарско-билогорска жупанија, Хрватска.

## Историја
До територијалне реорганизације у Хрватској били су у саставу старе општине Чазма.

## Становништво
На попису становништва из 2011. године, Горњи Драгичевци су имали 119 становника.
| Број становника према пописима | Број становника према пописима | Број становника према пописима | Број становника према пописима | Број становника према пописима | Број становника према пописима | Број становника према пописима | Број становника према пописима | Број становника према пописима | Број становника према пописима | Број становника према пописима | Број становника према пописима | Број становника према пописима | Број становника према пописима | Број становника према пописима | Број становника према пописима |
| ------------------------------ | ------------------------------ | ------------------------------ | ------------------------------ | ------------------------------ | ------------------------------ | ------------------------------ | ------------------------------ | ------------------------------ | ------------------------------ | ------------------------------ | ------------------------------ | ------------------------------ | ------------------------------ | ------------------------------ | ------------------------------ |
| 1857                           | 1869                           | 1880                           | 1890                           | 1900                           | 1910                           | 1921                           | 1931                           | 1948                           | 1953                           | 1961                           | 1971                           | 1981                           | 1991                           | 2001                           | 2011                           |
| 190                            | 210                            | 230                            | 292                            | 309                            | 352                            | 369                            | 371                            | 241                            | 223                            | 199                            | 164                            | 140                            | 121                            | 121                            | 119                            |

Напомена: Исказује се под именом Горњи Драгичевци од 1948. године. Од 1857. до 1931. исказивано под именом Драгичевци. Садржи податке за то некадашње насеље у наведеном периоду.